# Parròquia de Vāne
La Parròquia de Vāne (en letó: Vānes pagasts) és una unitat administrativa del municipi de Kandava, al nord de Letònia. Abans de la reforma territorial administrativa de l'any 2009 pertanyia al raion de Tukuma.

## Pobles, viles i assentaments
- Vāne (centre parroquial)
- Aizupe
- Varieba
- Jaunvarieba
- Mežmuižas